# Мандуліс

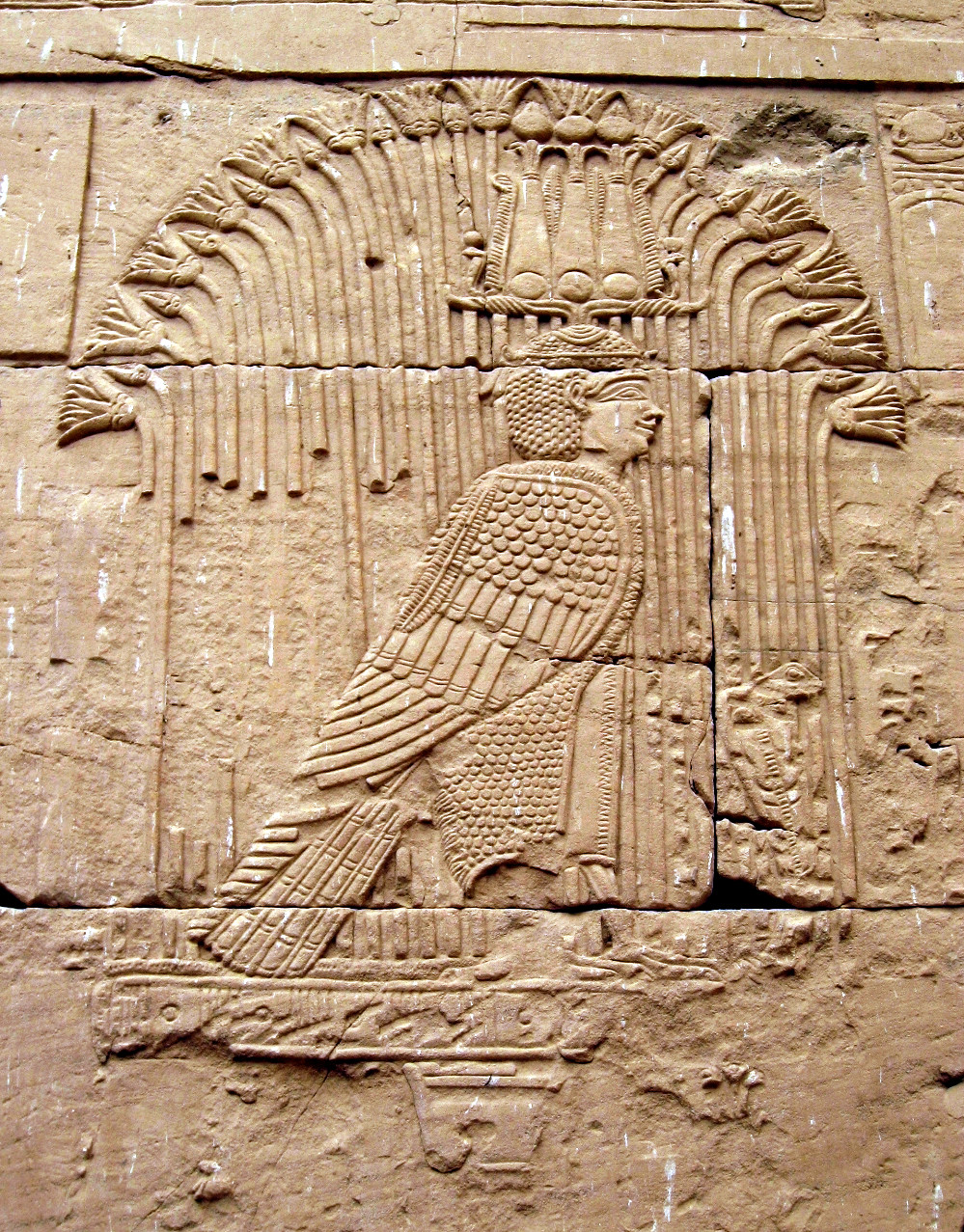
Мандуліс у короні Хемхемет

Мандуліс — нубійський бог сонця, якому присвячено храм Калабша. Ототожнювався з богом-соколом Гором. Культ Мандуліса також був у Єгипті, на острові Філи.

## Зображення
Мандуліса часто зображували зі складною короною, що складалася з рогів барана, потрійної корони атеф, по обидва боки якої розташовані два пера й звисають дві кобри. Пір'я корони увінчувалося сонячними дисками. Іноді його зображали у вигляді сокола з людською головою, увінчаною складною короною атеф.